# Ponte do Bragueto
A ponte do Bragueto, também referida como ponte do Braghetto, ou ponte da Bragueto, é uma ponte rodoviária sobre o lago Paranoá, em Brasília, no Distrito Federal. Liga a Asa Norte ao Lago Norte e região norte do Distrito Federal, como Planaltina e Sobradinho. A ponte marca o extremo norte do Eixo Rodoviário de Brasília. Ao norte da ponte, existem a DF-007, conhecida como Estrada Parque Torto (EPTT), que dá acesso à Granja do Torto e à DF-003; e a DF-005, denominada Estrada Parque Península Norte (EPPN), que atende o Lago Norte.
A denominação da ponte tem origem no nome de uma empresa que atuou na construção de Brasília, a Braghetto
Em 2020, foi concluída obra de reforço e de ampliação da ponte, sendo totalmente remodelada. Foi a primeira grande reforma desde sua inauguração, em 1961. Compõe o Trevo de Triagem Norte (TTN), juntamente com outros catorze equipamentos na região. O conjunto leva agora o nome de Complexo Viário Joaquim Roriz a partir de fevereiro de 2020.
Atualmente, a ponte do Bragueto tem circulação média diária de 15 mil veículos.
É a única ponte sobre a parcela norte do lago Paranoá, enquanto existem três pontes no lado sul: a ponte Presidente Médici, a ponte Honestino Guimarães, e a ponte Juscelino Kubistchek. 